# Хорошая мать
«Хорошая мать» (англ. The Good Mother) — художественный фильм режиссёра Майлза Жориса-Пейрафитта, сценарий к которому он написал в соавторстве с Мэдисон Харрисон. В главных ролях в фильме снялись Хилари Суонк, Оливия Кук и Джек Рейнор.
Премьера фильма состоялась 1 сентября 2023 года.

## Сюжет
После убийства сына журналистка Марисса Беннингс заключает необычный союз с его беременной девушкой, чтобы найти виновных в его смерти. Вместе они сталкиваются с царством наркотиков и коррупции в Олбани, раскрывая глубокие и зловещие тайны.

## В ролях
- Оливия Кук — Пейдж
- Хилари Суонк — Марисса Беннингс
- Джек Рейнор
- Хоппер Пенн
- Норм Льюис
- Карен Олдридж[2]

## Производство
В июле 2022 года издание Variety сообщило, что Майлз Жорис-Пейрафитт стал режиссёром фильма «Mother’s Milk», сценарий к которому он написал в соавторстве с Мэдисон Харрисон. На главные роли были приглашены Хилари Суонк, Оливия Кук и Джек Рейнор. Продюсерами фильма выступили Шон Сангхани, Сиена Оберман и Эмма Тиллинджер Коскофф. Жорис Пейрафитт рассказал изданию People, что идея фильма возникла в ходе обсуждения опиоидной эпидемии на съемочной площадке во время работы над фильмом «As You Are» (2016).
Съёмки проходили с июня по июль 2022 года в Олбани, штат Нью-Йорк. Съёмки проходили в Times Union, Empire State Plaza, Капитолии, на станции Amtrak в Ренсселаере, а также на построенной декорации в оружейном зале на New Scotland Avenue в кампусе Sage College of Albany.
В июне 2023 года компания Vertical Entertainment приобрела права на прокат фильма в Северной Америке, Великобритании, Австралии и Новой Зеландии. Премьера фильма в США запланирована на 1 сентября 2023 года.

## Отзывы и оценки
На сайте Rotten Tomatoes фильм имеет рейтинг 21 % основанный на 53 отзывах, со средней оценкой 4.8/10. На Metacritic средневзвешенная оценка составляет 45 из 100 на основе 12 рецензий.